# Vingåker
Vingåker – miejscowość (tätort) w Szwecji, w regionie administracyjnym (län) Södermanland. Siedziba władz (centralort) gminy Vingåker.
Miejscowość jest położona w zachodniej części prowincji historycznej (landskap) Södermanland nad rzeką Vingåkersån (Nyköpingsån), ok. 20 km na północny zachód od Katrineholmu w kierunku Örebro. Przez Vingåker przebiega linia kolejowa Västra stambanan (Sztokholm – Göteborg).
W 2010 r. Vingåker liczyło 4282 mieszkańców.

## Osoby związane z Vingåker
- Göran Persson, premier Szwecji w l. 1996–2006